# Stehlíkovské
Stehlíkovské este o arie protejată (arie specială de conservare — SAC, sit de importanță comunitară — SCI) din Slovacia întinsă pe o suprafață de 7,47 ha, integral pe uscat.

## Localizare
Centrul sitului Stehlíkovské este situat la coordonatele 48°59′18″N 17°54′37″E / 48.988333°N 17.910278°E.

## Înființare
Situl Stehlíkovské a fost declarat sit de importanță comunitară în octombrie 2011 pentru a proteja 8 specii de animale. Situl a fost protejat și ca arie specială de conservare în august 2011.

## Biodiversitate
Situată în ecoregiunea alpină, aria protejată conține 4 habitate naturale: Pajiști uscate seminaturale și facies de acoperire cu tufișuri pe substraturi calcaroase (Festuco-Brometalia) (* situri importante pentru orhidee), Izvoare petrifiante cu formare de travertin (Cratoneurion), Fânețe de joasă altitudine (Alopecurus pratensis, Sanguisorba officinalis), Pajiști uscate seminaturale și facies de acoperire cu tufișuri pe substraturi calcaroase (Festuco-Brometalia) (* situri importante pentru orhidee).
La baza desemnării sitului se află mai multe specii protejate:
- păsări (5): fâsă de pădure (Anthus trivialis), prepeliță (Coturnix coturnix), presură galbenă (Emberiza citrinella), cinteză (Fringilla coelebs), silvie porumbacă (Sylvia nisoria)
- nevertebrate (3): Euplagia quadripunctaria, phengaris nausithous (Maculinea nausithous), Maculinea teleius

Pe lângă speciile protejate, pe teritoriul sitului au mai fost identificate 3 specii de plante.